# Trachelocercidae
Famille
Les Trachelocercidae sont une famille de Ciliés de la classe des Karyorelictea et de l’ordre des Trachelocercida.

## Étymologie
Le nom de la famille vient du genre type Trachelocerca, dérivé du grec τραχελ / trachel, « cou », et de κέρκος / κérkos, « queue d'un animal », en référence à la structure de l'organisme qui se présente comme un corps cellulaire muni, antérieurement, d'une sorte de cou, et, postérieurement, d'un appendice, en forme de queue, plus ou moins longue selon l'espèce.

## Description
Selon William Saville-Kent le genre Trachelocerca est un :

« animalcule très élastique et de forme variable, la partie antérieure se présente comme un processus long, flexible, étroit, en forme de cou, dont la terminaison apicale est séparée par une constriction annulaire de la partie précédente, et est perforée, dans sa partie apicale, par l'ouverture buccale. Toute la surface cuticulaire est finement et uniformément ciliée ; un cercle de cils plus longs est développé autour de la région buccale. L'ouverture anale est postéro-latérale ou subterminale. Les vésicules contractiles sont généralement multiples. »

## Habitat et répartition
Le genre le genre Trachelocerca est adapté aussi bien à l'eau douce et qu’à l’eau salée, mais est irrégulièrement réparti.

## Liste des genres
Selon GBIF (21 avril 2023) :
- Apotrachelocerca Xu, Li, Gao, Hu & Al-Rasheid, 2011
- Gruvelina Delphy, 1939
- Kovalevaia Foissner, 1997
- Nephrocerca Delphy, 1939
- Protrichophora Delphy, 1939
- Trachelocera
- Trachelocerca Ehrenberg, 1830 genre type
  - Espèce type : Trachelocerca trepida Kahl, 1928
- Trachelolophos
- Trachelonema
- Tracheloraphis Dragesco, 1960

Selon le World Register of Marine Species (21 avril 2023) :
- Prototrachelocerca Foissner, 1996
- Trachelocerca Ehrenberg, 1830
- Tracheloraphis Dragesco, 1960

## Systématique
Le nom valide de ce taxon est Trachelocercidae Kent, 1881.